# Pseudocercospora fici
Pseudocercospora fici är en svampart som först beskrevs av Heald & F.A. Wolf, och fick sitt nu gällande namn av X.J. Liu & Y.L. Guo 1991. Pseudocercospora fici ingår i släktet Pseudocercospora och familjen Mycosphaerellaceae.   Inga underarter finns listade i Catalogue of Life.